# Psychophora phocataria
Psychophora phocataria là một loài bướm đêm trong họ Geometridae.